# أوزفالدو غونزاليس
أوزفالدو غونزاليس (بالإسبانية: Osvaldo González)‏ (10 أغسطس 1984 بكونثبثيون في تشيلي - ) هو لاعب كرة قدم تشيلي في مركز الدفاع. شارك مع منتخب تشيلي لكرة القدم. أما مع النوادي، فقد لعب مع نادي أونيفرسيداد دي تشيلي ونادي تولوكا وأونيفرسيداد دي كونسيبسيون ‏.

## وصلات خارجية
- أوزفالدو غونزاليس على موقع قاعدة بيانات كرة القدم.إي يو (الإنجليزية)
- أوزفالدو غونزاليس على موقع ناشيونال فوتبول تيمز (الإنجليزية)
- أوزفالدو غونزاليس على موقع Soccerway.com (الإنجليزية)
- أوزفالدو غونزاليس على موقع AS.com (الإسبانية)